# Еланлинский сельсовет
Еланлинский сельсовет — муниципальное образование в Кигинском районе Башкортостана.
Административный центр — село Еланлино.

## История
Согласно «Закону о границах, статусе и административных центрах муниципальных образований в Республике Башкортостан» имеет статус сельского поселения.

## Население
| 2002  | 2009  | 2010  | 2012  | 2013  | 2014  | 2015  |
| ----- | ----- | ----- | ----- | ----- | ----- | ----- |
| 1754  | ↘1647 | ↘1534 | ↘1521 | ↘1487 | ↘1447 | ↘1433 |
| 2016  | 2017  | 2018  |       |       |       |       |
| ↘1422 | ↘1378 | ↘1375 |       |       |       |       |

## Состав сельского поселения
| № | Населённый пункт | Тип населённого пункта       | Население |
| - | ---------------- | ---------------------------- | --------- |
| 1 | Еланлино         | село, административный центр | ↘796      |
| 2 | Вакиярово        | деревня                      | ↘445      |
| 3 | Кульметово       | деревня                      | ↘293      |

## Известные уроженцы
- Сафин, Рафаэль Ахметсафович (16 февраля 1932 — 2002) — башкирский поэт, драматург, Заслуженный деятель искусств БАССР (1982)[13][14].